# Musa Hilal
Musa Hilal (em árabe: موسى هلال Mūsa Hilāl) é um chefe tribal e líder miliciano árabe sudanês e conselheiro do Ministro dos Assuntos Internos do Sudão. É considerado pelos Estados Unidos como um dos principais líderes das milícias sudanesas Janjaweed acusadas de atrocidades durante o conflito em Darfur.
Em janeiro de 2008, foi nomeado conselheiro do Ministro dos Assuntos Internos do Sudão. Esta nomeação foi criticada pela Human Rights Watch, que o descreve como o símbolo das atrocidades cometidas pela Janjaweed em Darfur.
Em 20 de janeiro de 2012, o presidente do Chade Idriss Déby casou-se com Amani Moussa Hilal, uma de suas filhas.